# Bryan Peter Kibble
Bryan Peter Kibble, né le 10 août 1938 à Letcombe Regis (Oxfordshire, anc. Berkshire) et mort le 28 avril 2016 à Hampton, est un physicien anglais et un expert mondialement reconnu en métrologie, notamment pour la balance éponyme de Kibble (anciennement « balance du watt »). Ses principes sont devenus des méthodes établies pour les générations de métrologues qui l'ont suivi.

## Biographie

### Enfance/famille/loisirs
Bryan est le cadet de Herbert Kibble, un sergent de police, et de son épouse Helen qui ont eu trois autres enfants. Dès son enfance, Bryan montre une aptitude pratique à tout réparer (vélos, matériel électrique, montres, etc.). Il fréquente l'école d'Abingdon. En 1962, il rencontre Anne Greenfield à Oxford où il a obtenu une bourse pour étudier la physique ; il l'épouse deux ans plus tard. Ils ont deux enfants, Stephen et Nicolas. 
Cet homme éclectique jouait aussi de la clarinette, arbitrait des matches de hockey pour dames et s'adonnait à la généalogie.

### Formation/carrière
Docteur en physique, diplômé du Jesus College d'Oxford Université qu'il fréquente de 1960 à 1964 (Royaume-Uni). De 1960 à 1967 il mène d'abord des recherches dans le domaine de la spectroscopie atomique, continuant celles-ci à l’Université de Windsor (Canada) en tant que boursier postdoctoral de 1965 à 1967. 
De 1967 à 1998, il travaille, d'abord comme chercheur postdoctoral senior avec le National Physical Laboratory (NPL), Teddington (Royaume-Uni), dont il deviendra membre, où il se consacre aux mesures précises des constantes physiques et aux réalisations des unités électriques de base du système international d'unités (SI), à savoir, watt, farad, Ohm et Henry.

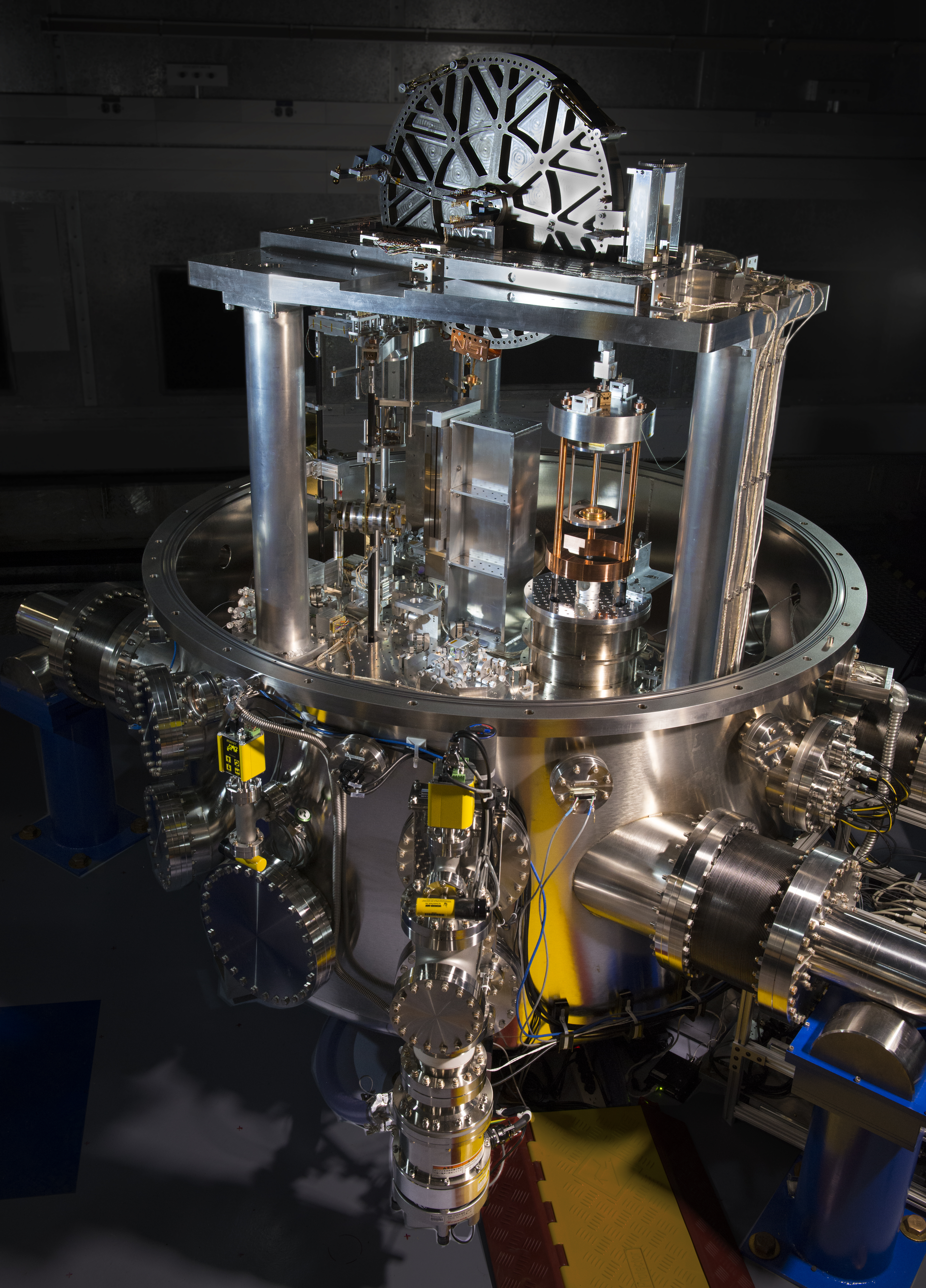
Balance de Kibble.

Il prend sa retraite en 1998 mais continue ses activités comme consultant au niveau international, notamment dans le domaine des courants alternatifs et, entre autres, auprès du Physikalisch-Technische Bundesanstalt à Brunswick (Allemagne). À partir de 2009, il collabore à la revue « IEEE Instrumentation & Measurement Magazine ». Il reçoit de nombreux prix,. 
À la fin de sa vie, il cherche à diffuser l'invention qui a fait sa renommée, déçu qu'elle ait été vendue par le NPL au Canada, en publiant en 2014 des conseils pour sa fabrication et la vulgarisation de ses principes dans la revue Metrologia (infra), effort poursuivi depuis par son ami et collègue Ian A. Robinson.

### Travaux
En 1970 Kibble, avec GJ Hunt, mesure le rapport gyromagnétique du proton, ce qui a amélioré la réalisation de la définition de l'ampère en SI. Ce travail permet de déceler une erreur substantielle dans la réalisation traditionnelle de l’ampère avec les soldes actuels.
Kibble travaille aussi avec Geoffrey Rayner sur les ponts coaxiaux et le condensateur calculable à partir desquels la définition SI de l'unité de résistance, l'ohm, pourrait être établie. En 1984, les deux chercheurs publient leurs travaux dans le livre « Coaxial AC Bridges » (infra).
Cependant, ses travaux les plus connus portent sur le développement de ce qui allait devenir le «bilan du watt» et aboutissent à une acceptation mondiale des constantes de Josephson et de von Klitzing afin de représenter les valeurs conventionnelles du volt et de l’ohm. À cette fin, Kibble crée en 1975 un nouvel appareil de mesure à bobine mobile. Il le présente l'année suivante sous le nom de « balance du watt » et il est fabriqué pour la première fois en 1978, sous couvert du NPL, en collaboration avec Ian A. Robinson et Ray Smith,.

### Apports scientifiques
Kibble a remodelé le système SI. Avant lui, les principaux pays industrialisés avaient des représentations différentes des principales unités de mesure, ce qui constituait un obstacle au commerce pour la vente d’instruments de mesure électriques. Le nouvel appareil de mesure de Kibble a considérablement amélioré la précision avec laquelle l’ampère peut être mesuré. Appelé de son vivant « balance du watt », il a été rebaptisé de son nom sur décision de la communauté internationale de métrologie à son décès. Depuis 2018, les balances de Kibble jouent désormais un rôle majeur dans la définition du kilogramme,.

## Notoriété/distinctions
- Kibble était membre de l’« Institution of Engineering and Technology » (IET) et de l’« Institute of Physics » (Royaume-Uni).
- Médaille Duddel en 1985 (Dennis Gabor Medal and Prize)
- IUPAC SUNAMCO Senior Scientist Medal en 1992
- Prix IET Achievement Award en 2000
- Prix IEEE Joseph F. Keithley en 2009[2]